# Peaceville Records
Peaceville Records er et britisk selvstændigt metalfokuseret pladeselskab. Det blev grundlagt i 1987 i Cleckheaton, England af Paul "Hammy" Halmshaw (der spillede i bandsene Instigators og Civilized Society?). Originalt var det et selskab der fokuserede på anarcho-punk men udgivelserne gik mere i retningen af metal gennem crust punk og lignende former af metal med indflydelse fra engelsk hardcore punk. Hammy begyndte at drive selskabet for fuldt tid i 1988.
Pladeselskabet er derfor kendt for forbindingen mellem doom metal og de tidlige 1980'ers engelske crust punk scene.

Alligevel er bandsene My Dying Bride, Anathema og Paradise Lost kendt som 'Peaceville Three' da de menes at være pladeselskabets mest genkendelige træk siden 1990'erne.
I november 2006 bekræftede Hammy og hans co-manager Lisa Halmshaw at de ville forlade pladeselskabet og Paul Groundwell fra Snapper Music ville overtage det.

## Bands
- Abscess
- Akercocke
- At the Gates
- Autopsy
- Darkthrone
- Katatonia
- My Dying Bride
- Novembre
- Axegrinder
- Paradise Lost
- The Blood Divine
- Madder Mortem
- The Provenance
- Gallhammer
- Deviated Instinct
- Pentagram

### Tidligere bands
- Anathema
- Doom
- Pitchshifter
- Opeth
- G.G.F.H.
- Kong
- Sonic Violence
- Electro Hippies
- Vital Remains

## Pladeselskabets opsamlingsalbums
- A Vile Peace (1987)
- Vile Vibes (1990)
- Peaceville Volume 4 (1992)
- The Best of Peaceville (1995)
- Autumn Sampler '95 (1995)
- Under the Sign of the Sacred Star (1996)
- Peaceville X (1998)
- Peaceville Classic Cuts (2001)
- Peaceville Sampler 2002 (2002)
- New Dark Classics (2006)
- Metal Hammer (2006)